# فرار از کلاه
فرار از کلاه (به انگلیسی: Escape from Hat) یک فیلم فانتزی پویانمایی به نویسندگی و کارگردانی مارک آزبرن است که بر اساس کتابی کودکانه به همین نام اثر آدام کلاین ساخته شده‌است.

## داستان
لیک، یک خرگوش مستاصل و جادویی است که با گروهی غیرمنتظره از متحدان گرد هم می‌شود و تلاشی غیرممکن را برای فرار از درون کلاه یک جادوگر و شکست دادن گربه‌های سیاه شیطانی انجام می‌دهد. او در همین حال به نزد پسر انسانی که عاشقانه دوستش دارد بازمی‌گردد.

## تولید

### توسعه
در آوریل ۲۰۱۷، انیمیشن فاکس قرن بیستم و بلو اسکای استودیو اعلام کردند که اقتباسی سینمایی از کتاب فانتزی آدام کلاین به نام «فرار از کلاه» را با مارک آزبرن که قرار است کارگردانی و نویسندگی فیلمنامه را با کلاین، با همراهی جینکو گوتوه برای تهیه کنندگی با آزبرن، تولید کنند. با این حال، در نوامبر ۲۰۱۸، نتفلیکس حقوق فیلم را به دست آورد و ملیسا کاب به تیم تولید ملحق شد.

### پویانمایی
تولید این فیلم در دسامبر ۲۰۱۸ آغاز شد.